# Beta
Béta (grško: starogrško βήτα; velika črka: Β, mala črka: β) je druga črka grške abecede in ima številčno vrednost 2. Črka beta se je razvila iz feničanske črke bet (). Iz črke beta izvira latinična črka B, pa tudi cirilični črki Б in В.
V klasični grščini se je črka Β izgovarjala kot b v moderni grščini pa se izgovarja kot v. V moderni grščini se tudi ime črke beta izgovarja drugače: víta. (Opomba: glas b se v moderni grščini piše z digrafom ΜΠ - glej članek o črki Π.)
Opozorilo: Mala črka β je po videzu precej podobna nemški črki ß (ostri s), vendar to ni ista črka.

## Pomeni
- V astronomiji označuje β drugo najsvetlejšo zvezdo v nekem ozvezdju.
- Beta verzija programa v računalništvu pomeni testno verzijo programa, oziroma verzijo, ki še ni namenjena redni prodaji.
- Razpad beta je radioaktivni razpad, pri katerem atomsko jedro izseva delec beta (elektron ali pozitron). Izsevane delce beta imenujemo tudi žarki beta.
- Beta sodček je vrsta terciarne strukture beljakovin
- Funkcija beta je matematična funkcija

### Unicode
|                | Velika črka Β          | mala črka β          |
| -------------- | ---------------------- | -------------------- |
| Unicode UTF-16 | U+0392                 | U+03B2               |
| Ime Unicode    | Velika grška črka beta | Mala grška črka beta |
| Koda HTML      | &#914;                 | &#946;               |
| Enota HTML     | &Beta;                 | &beta;               |